# Озерки (Долгоруковський район)
Озерки (рос. Озерки) — присілок у Долгоруковському районі Липецької області Російської Федерації.
Населення становить 21  особу. Належить до муніципального утворення Жерновська сільрада.

## Історія
З 13 червня 1934 до 6 січня 1954 року у складі Воронезької області. Відтак входить до складу Липецької області.
Згідно із законом від 2 липня 2004 року №114-оз органом місцевого самоврядування є Жерновська сільрада.

## Населення
| 2010 | 2011 |
| ---- | ---- |
| 21   | →21  |